# Hector Bisaillon
Pour les articles homonymes, voir Bisaillon.
Hector Bisaillon, né à Montréal le 3 janvier 1878 et mort dans la même ville le 8 février 1919, est avocat et un ancien président de l'équipe de hockey sur glace les Canadiens de Montréal dans la Ligue nationale de hockey (LNH). Il est entré en fonction le 12 novembre 1910 et a été responsable du club durant trois saisons, soit jusqu'à la fin de saison 1912-1913.
Les Canadiens de Montréal n'ont gagné aucune Coupe Stanley pendant que Bisaillon en était le président.

## Biographie
Hector Bisaillon est né à Montréal le 3 janvier 1878. Il est le fils de François-Joseph Bisaillon et de Suzanne Fortin.
Il se marie à Montréal le 15 janvier 1902 avec Hectorine Barbeau.
Il meurt dans la nuit du 7 au 8 février 1919 au domicile de son père à Montréal d'une congestion pulmonaire à l'âge de 41 ans.